# Gerhard Kloos
Gerhard Kloos (* 3. Mai 1906 in Sächsisch-Regen; † 22. April 1988 in Göttingen) war ein deutscher Psychiater, der als Direktor der Landesheilanstalt Stadtroda an nationalsozialistischen Euthanasieverbrechen beteiligt war.

## Herkunft, Studium und Berufseinstieg
Gerhard Kloos, Sohn des in Siebenbürgen geborenen Gymnasialprofessors Michael Kloos, beendete seine Schullaufbahn 1924 mit dem Abitur. Danach absolvierte er ein Studium der Medizin an den Universitäten Graz, Innsbruck und Hamburg. An der Universität Hamburg war er als Hilfsassistent am Anatomischen Institut tätig und bestand 1930 das medizinische Staatsexamen. Seine Medizinalpraktikum absolvierte er an der Universitätsklinik Hamburg, wo er sich der Psychiatrie zuwandte. Mit einer Dissertation im Themenbereich Synästhesie promovierte er 1931 zum Dr. med. Anschließend war er in München Assistenzarzt bei dem Psychiatrieprofessor und Direktor der Münchner Universitätsnervenklinik Oswald Bumke. Im Juli 1933 promovierte er zusätzlich zum Dr. phil. Ab 1934 war er Oberarzt in Freiburg im Breisgau bei dem Psychiatrieprofessor und Direktor der Freiburger Universitätsnervenklinik Kurt Beringer.

## Zeit des Nationalsozialismus
Nach der Machtübergabe an die Nationalsozialisten trat Kloos zum 1. Mai 1933 der NSDAP bei (Mitgliedsnummer 3.210.482). Später trat er der SA bei, aus der er 1935 wegen Inaktivität ausgeschlossen wurde. Des Weiteren trat er dem NS-Ärztebund und dem NS-Dozentenbund bei. In Freiburg war Kloos Ortsgruppenleiter der Deutschen Gesellschaft für Rassenhygiene. Kloos verlagerte in Freiburg seinen Forschungsschwerpunkt zunehmend von Wahrnehmungsproblemen zur psychiatrischen Erblehre. Durch die Lektüre des Werks Die Freigabe der Vernichtung lebensunwerten Lebens. Ihr Maß und ihre Form von Alfred Hoche und Karl Binding wurde er zu einem „entschiedenen Befürworter negativer Eugenik und der Euthanasie“.
Im Oktober 1935 meldete er sich zwischenzeitlich zur Wehrmacht, erkrankte jedoch bald darauf an Lungentuberkulose und kurierte die Erkrankung danach bis Dezember 1936 in einem Sanatorium in Davos. Anschließend war er erster Oberarzt an der Landesheilanstalt Haina.
Seit Sommer 1938 war Kloos mit Doris Gräfin von Posadowsky-Wehner verheiratet. Kloos gab später an, dass seine Frau nach den Nürnberger Gesetzen als „Jüdischer Mischling II. Grades“ klassifiziert wurde und er damit „jüdisch versippt“ gewesen sei.

### Leiter der Thüringischen Landesheilanstalten Stadtroda
Von Anfang Juli 1939 bis zum Frühjahr 1945 leitete Kloos die Thüringischen Landesheilanstalten Stadtroda bzw. die später als Thüringisches Landeskrankenhaus Stadtroda bezeichnete Einrichtung. Kloos ließ in der Anstalt Vernichtung durch Arbeit praktizieren, sein „Stufenbehandlungsplan“ sah dementsprechend „Zwangsarbeit, Unterernährung und Verweigerung jeder Therapie“ vor. Obwohl er selbst an TBC gelitten hatte, übernahm er die Aufgabe „asoziale“ Tuberkulosekranke zu therapieren, die in Stadtroda mehr verwahrt denn behandelt wurden. Kloos regte erfolgreich die Einweisung schwererziehbarer Jugendlicher in das KZ Moringen an.
Über 970 Psychiatriepatienten starben von 1939 bis zum Frühjahr 1945 in den Landesheilanstalten Stadtroda, die damit eine hohe Sterberate hatten. Aus Stadtroda wurden 1940 im Zuge der Aktion T4 60 Insassen zunächst in die Zwischenanstalt Zschadraß und von dort zur Ermordung in die NS-Tötungsanstalt Pirna-Sonnenstein verlegt.
Im Herbst 1942 wurde an den Thüringischen Landesheilanstalten unter Kloos Verantwortung und Führung eine euphemistisch „Kinderfachabteilung“ genannte Einrichtung der Kinder-Euthanasie eingerichtet, die von Margarete Hielscher geleitet wurde. Der Leiter der Jenaer Kinderklinik, Jussuf Ibrahim, kooperierte mit Kloos und überwies aus der Kinderklinik von 1941 bis 1945 insgesamt sieben Kinder in die Kinderfachabteilung nach Stadtroda, wo diese getötet wurden. In der dortigen Kinderfachabteilung wurden mindestens 133 Kinder getötet.
Im Landeskrankenhaus Stadtroda wurden 1944/45 Gegner des NS-Regimes mittels Gift ermordet.

### Dozent an der Universität Jena und Beisitzer am Erbgesundheitsobergericht
Ab März 1940 war er Dozent für Neurologie und Psychiatrie an der Universität Jena und vertrat an der medizinischen Fakultät den als T4-Gutachter tätigen Hochschullehrer Berthold Kihn. Sein 1944 erstmals erschienenes Buch „Grundriss der Psychiatrie und Neurologie mit besonderer Berücksichtigung der Untersuchungstechnik“ wurde bis 1988 zehnmal aufgelegt und war bis 1965 Standardlektüre für Medizinstudenten. Kloos war beisitzender Richter am Erbgesundheitsobergericht.

## Nachkriegszeit
Mitte Mai 1945 geriet Kloos in amerikanische Internierung und wurde bis Ende Oktober 1946 in mehreren Internierungslagern festgehalten. Nach seiner Entlassung hielt er sich in Heidelberg auf, wo er für mehrere Wochen an der dortigen Universität Gastvorlesungen besuchte und danach für ein halbes Jahr als Gastarzt am Versorgungskrankenhaus tätig war. Ab 1947 war er als Assistenzarzt und Dozent bei dem Professor für Neurologie und Psychiatrie Hans Gerhard Creutzfeldt an der Universitätsnervenklinik in Kiel. Obwohl Kloos in der Nachkriegszeit die Habilitation aberkannt wurde, konnte er sich in Kiel erneut habilitieren und erhielt an der Universität Kiel 1952 eine außerplanmäßige Professur.
Mitte Mai 1951 übernahm er in Bad Pyrmont die Leitung einer Hirnverletztenabteilung. Ab 1954 leitete Kloos als Direktor das Landeskrankenhaus Göttingen und wurde gerichtlicher Sachverständiger für Wiedergutmachungsangelegenheiten. Zudem übernahm er ab 1958 zusätzlich Lehraufträge an der Technischen Hochschule Braunschweig sowie an der Universität Göttingen. Ende Dezember 1968 trat Kloos in den Ruhestand.
Kloos hielt nach Kriegsende zu ehemaligen Protagonisten der Aktion T4 Kontakt, so zu Hans Hefelmann und Hans Heinze. Für Heinze stellte er sich Anfang Oktober 1959 als Entlastungszeuge in dessen Ermittlungsverfahren zur Verfügung und verwendete sich für diesen: Er bezeichnete Heinze als „Begründer der Jugendpsychiatrie“, der sich keiner Euthanasieverbrechen schuldig gemacht haben könne. Anfang Dezember 1961 wandte sich Kloos bzgl. Heinze an den niedersächsischen Innenminister und bat für diesen um Aufhebung der Sperrung von dessen Versorgungsbezügen. Während des Gerichtsverfahrens gegen Hefelmann wurde er am 27. November 1961 vor dem Landgericht Frankfurt am Main als Zeuge vernommen. Am 10. Juli 1964 ließ er Hefelmanns Arzt ein ärztliches Gutachten zukommen, in dem er Hefelmann Verhandlungsunfähigkeit bescheinigte.
Ein seitens der Staatsanwaltschaft Göttingen 1962 eingeleitetes Ermittlungsverfahren gegen Kloos wegen des Verdachts auf Euthanasieverbrechen in den Thüringischen Landesheilanstalten Stadtroda wurde im Dezember 1963 eingestellt. In der DDR wurden seitens der MfS-Kreisdienststelle Stadtroda gegen Kloos und weiteres ehemaliges Anstaltspersonal Ermittlungen (Operativer Vorgang Ausmerzer) aufgenommen. Auslöser für diese Ermittlungen war eine Anzeige des amtierenden Klinikdirektors in Stadtroda Erich Drechsler vom 27. November 1964 bzgl. des Verdachts auf Euthanasie-Verbrechen in der Anstalt Stadtroda während der NS-Zeit. Eben jener Drechsler hatte jedoch kurz zuvor Kloos mit einem Persilschein in dessen Göttinger Ermittlungsverfahren von genau diesem Vorwurf entlastet.

„Über den Reichsausschuß wurden mir Kinder, die schwer schwachsinnig waren, zur Behandlung zugewiesen. Die Bemerkung zur Behandlung bedeutete, die Kinder für immer einschlafen zu lassen. Die kleinen Idioten, die dauernd ihr Bettzeug zerrissen und einkoteten, mußte ich mit Beruhigungsmitteln dämpfen sonst wäre das gar nicht zu ertragen gewesen.“

Auf dem 86. Ärztetag, der im Mai 1983 in Kassel stattfand, beklagte der Berliner Jungmediziner und Leiter des Arbeitskreises „Ärzte und Nationalsozialismus“ Helmut Becker (* 1941) öffentlich, dass die Medizinerausbildung weiterhin von ehemaligen Nationalsozialisten geprägt sei. Als Beispiel führte er Kloos’ Beteiligung an der Kinder-„Euthanasie“ an und den Umstand, dass dessen Psychiatrie-Lehrbuch weiterhin aufgelegt würde. Kloos zeigte Becker daraufhin wegen Beleidigung an. Die Verhandlung in Berlin-Moabit endete mit einem Freispruch für Becker, daraufhin ging Kloos in Berufung. Erst mit dem Tod von Kloos war das Verfahren endgültig abgeschlossen.

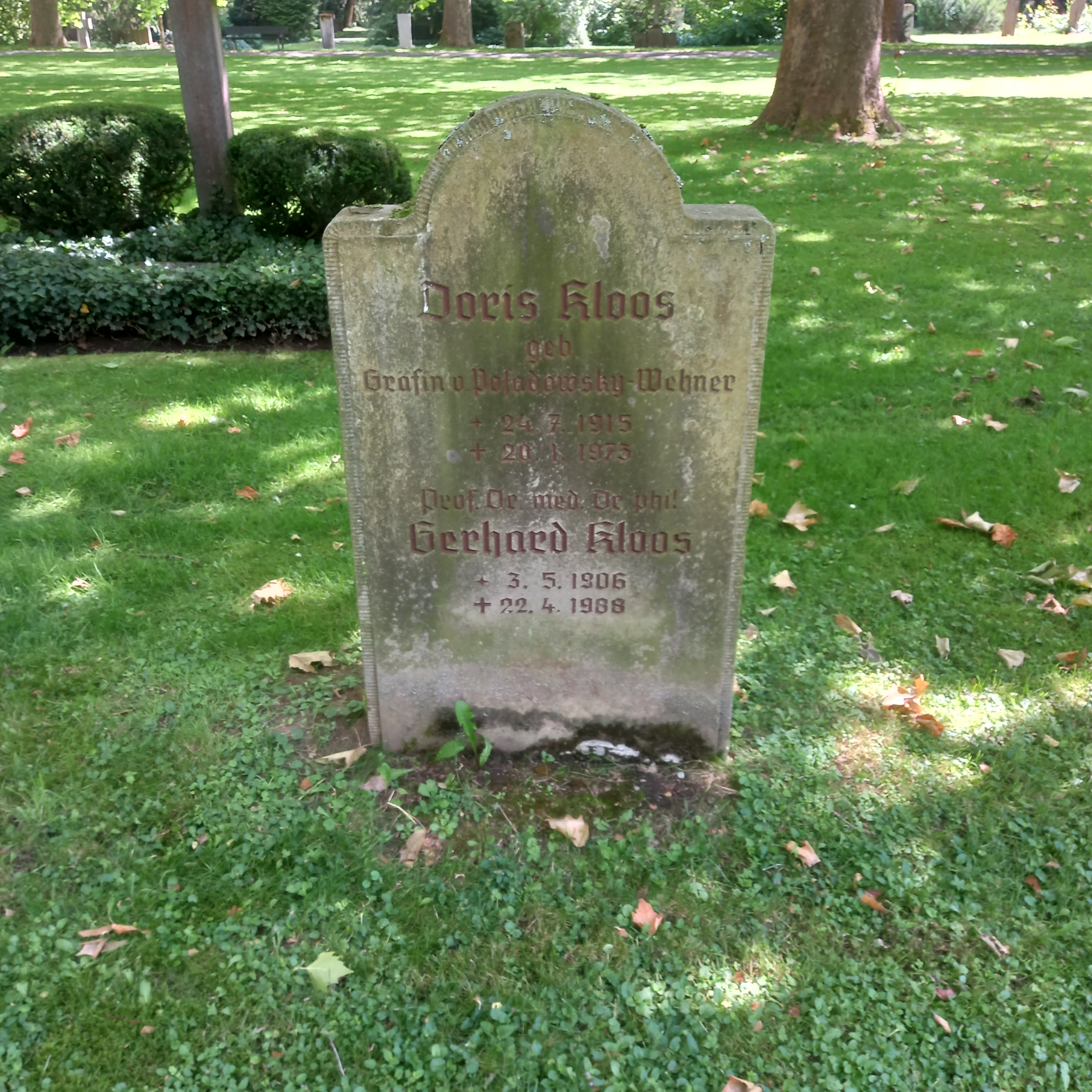
Das Grab von Gerhard Kloos und seiner Ehefrau Doris geborene Gräfin von Posadowsky-Wehner auf dem Stadtfriedhof (Göttingen)

## Schriften (Auswahl)
- Grundriss der Psychiatrie und Neurologie: unter bes. Berücksichtigung der Untersuchungstechnik. Von 1944 bis 1988 in 10. Auflagen erschienen und mehrfach überarbeitet, zuletzt 1988 von Walter Simon.
- Aus der Psychiatrischen und Nervenklinik Kiel: Die Konstitutionslehre von Carl Gustav Carus mit besonderer Berücksichtigung seiner Physiognomik. Mit einem Geleitw. von Karl Jaspers, Karger, Basel/New York 1951.
- Anleitung zur Intelligenzprüfung im Erbgesundheitsgerichtsverfahren: Im Auftrag des Thüring. Landesamtes für Rassewesen, Fischer, Jena. 1941. 1943 unter dem Titelzusatz und ihrer Auswertung in zweiter Auflage erschienen. Unter dem Titel Anleitung zur Intelligenzprüfung in der psychiatrischen Diagnostik 1952, 1958 und 1965 noch dreimal aufgelegt.
- Das Realitätsbewusstsein in der Wahrnehmung und Trugwahrnehmung: Aus der Psychiatrischen und Nervenklinik, Freiburg i. Br., G. Thieme, Leipzig 1938.
- Die psychische Symptomatik der Lungentuberkulose. Mit Erwin Näser. Mit einem Geleitwort von Ludolph Brauer und Wilhelm Weygandt, Springer, berlin 1938.